# Tábor Eszter
Tábor Eszter (Budapest, 1952. november 1. –) magyar költő, műfordító. Testvére Tábor Ádám költő.

## Életpályája
Szülei: Tábor Béla (1907–1992) író, műfordító és Mándy Stefánia (1918–2001) költő volt. 1971–1976 között az ELTE Bölcsészettudományi Kar magyar-latin szakos hallgatója volt. 1978–1983 között középiskolai oktató volt. 1983 óta szabadfoglalkozású.

## Művei
- A Meteorológiai Intézet jelentése (versek, 1984)
- Külön óra (versek, 1994)

## Műfordításai
- Angol költők antológiája (1993)

## Díjai, kitüntetései
- Móricz Zsigmond-ösztöndíj (1987)
- Soros-ösztöndíj (1999)